# Xian de Zhangpu
Le xian de Zhangpu (漳浦县 ; pinyin : Zhāngpǔ Xiàn) est un district administratif de la province du Fujian en Chine. Il est placé sous la juridiction de la ville-préfecture de Zhangzhou.

## Démographie
La population du district était de 793 379 habitants en 1999.